# Blue Mountain (album, Bob Weir)
Blue Mountain je třetí sólové studiové album amerického hudebníka Boba Weira. Vydáno bylo v září roku 2016 prostřednictvím vydavatelství Legacy Recordings a Columbia Records. Album bylo inspirováno dobou, kdy Weir jako patnáctiletý pracoval na ranči ve Wyomingu. Weir jej produkoval společně s Joshem Kaufmanem. Jde o hudebníkovo první sólové album od roku 1978, kdy vydal desku Heaven Help the Fool.

## Seznam skladeb
1. „Only a River“ – 5:28
2. „Cottonwood Lullaby“ – 3:40
3. „Gonesville“ – 4:09
4. „Lay My Lily Down“ – 3:57
5. „Gallop on the Run“ – 4:35
6. „Whatever Happened to Rose“ – 4:19
7. „Ghost Towns“ – 4:55
8. „Darkest Hour“ – 3:24
9. „Ki-Yi Bossie“ – 4:46
10. „Storm Country“ – 4:31
11. „Blue Mountain“ – 3:54
12. „One More River to Cross“ – 4:05

## Obsazení
- Bob Weir – kytara, zpěv
- Ray Rizzo – bicí, harmonium, harmonika, doprovodné vokály
- Joe Russo – bicí
- Jon Shaw – kontrabas, klavír
- Rob Burger – klávesy, akordeon, perkuse
- Sam Cohen – kytara, pedálová steel kytara
- Nate Martinez – kytara, harmonium, doprovodné vokály
- Jay Lane – bicí, zpěv
- Robin Sylvester – kontrabas, zpěv, varhany
- Steve Kimock – lap steel kytara
- The Bandana Splits (Annie Nero, Lauren Balthrop a Dawn Landes) – doprovodné vokály